# Колодин, Пётр Иванович
Пётр Ива́нович Коло́дин (23 сентября 1930, Ново-Васильевка, Ново-Васильевский район, УССР, СССР(ныне — Нововасилевка, Мелитопольский район, Запорожская область) — 4 февраля 2021, Звёздный городок, Московская область, Россия) — советский космонавт-испытатель из 2-го набора ВВС. Опыта космических полётов не имел.

## Биография

### Деятельность до зачисления в отряд космонавтов
Родился в семье колхозников третьим ребёнком в многодетной (9 детей) семье. Русский.
- В 1946 году окончил 7 классов семилетней школы в селе Нововасилевка.
- В 1946—1949 годах — курсант Харьковского артиллерийского подготовительного училища. Окончил с золотой медалью.
- В 1949—1952 года — курсант 2-го Ленинградского ордена Ленина Краснознаменного артиллерийского училища. Окончил с золотой медалью по первому разряду.
- С 31 июля 1952 года — начальник артиллерийской метеорологической станции полигона учебного артиллерийского лагеря Таврического военного округа.
- В январе 1954 года — инструктор-тренер спортивного клуба Окружного дома офицеров.
- С августа 1954 года по август 1959 года — слушатель Артиллерийской ордена Отечественной войны радиотехнической академии Советской Армии имени Л. А. Говорова.
- С мая 1957 года — член КПСС.

- С 11 августа 1959 года находился в распоряжении заместителя министра обороны СССР по специальным сооружениям и ракетной технике на космодроме Байконур.
- С 31 декабря 1960 года — заместитель начальника группы, заместитель командира части по спецвооружению в/ч 14056 в Плесецке.
- С 15 января 1962 года — младший военный представитель, а с 29 марта 1962 года — военный представитель на заводе № 285 Главного управления ракетных вооружений в Харькове.

### Служба в отряде космонавтов
- В 1962 году прошёл медицинскую комиссию в Центральном Военном научно-исследовательском авиационном госпитале (ЦВНИАГ), 8 января 1963 года его кандидатура была одобрена на заседании Мандатной комиссии. Приказом Главкома ВВС № 14 от 10 января 1963 года был зачислен в ЦПК в качестве слушателя-космонавта.
- С января 1963 по январь 1965 года проходил общекосмическую подготовку (ОКП). Изучал системы и конструкцию кораблей «Восток» (ЗКА) и «Восход». 13 января 1965 года после сдачи экзаменов по ОКП получил квалификацию «космонавт ВВС».
- В 1965 году проходил подготовку по программе «Восход-2» в составе группы.
- 23 января 1965 года — назначен на должность космонавта 2-го отряда (военные космические программы). 30 апреля 1969 года — назначен космонавтом 1-го отдела 1-го управления 1-го НИИ ЦПК.
- С сентября 1965 по сентябрь 1966 года проходил подготовку по программе «Союз» 7К-ОК сначала в составе группы космонавтов, а затем в экипаже пассивного корабля по программе «Стыковка», вместе с Андрияном Николаевым и Виктором Горбатко. В сентябре 1966 заменён Валерием Кубасовым в связи с включением в экипажи инженеров из Центрального конструкторского бюро машиностроения (ЦКБЭМ).
- С января 1967 по декабрь 1968 года проходил подготовку по программе «Стыковка» в качестве инженера-исследователя третьего (резервного) экипажа пассивного КК «Союз», вместе с Владимиром Шаталовым (в феврале 1968 года Шаталова сменил Анатолий Филипченко, которого в августе сменил Анатолий Куклин) и Владиславом Волковым.
- С февраля по сентябрь 1969 года проходил подготовку по программе группового полета трёх кораблей в качестве инженера-исследователя дублирующего экипажа корабля «Союза-7», вместе с Анатолием Куклиным (которого в июле сменил Евгений Хрунов) и Георгием Гречко. С августа П. И. Колодин и Г. М. Гречко проходили подготовку без командира экипажа.
- В день старта 12 октября 1969 года был дублёром инженера-исследователя КК «Союз-7» Виктора Горбатко.
- С января по март 1970 года проходил подготовку по программе «Контакт» вместе с Георгием Добровольским.
- С 18 сентября 1970 по апрель 1971 года проходил непосредственную подготовку к полету на орбитальной станции «Салют-1» по программе первой экспедиции в качестве инженера-исследователя дублирующего экипажа, вместе с Алексеем Леоновым и Валерием Кубасовым.
- В день старта 23 апреля 1971 года был дублёром инженера-исследователя КК «Союз-10» Николая Рукавишникова.
- С 27 апреля по 27 мая 1971 года проходил подготовку для полёта по программе первой экспедиции на «Салют-1» в составе основного экипажа Союз-11, вместе с Алексеем Леоновым и Валерием Кубасовым.

Однако за два дня до старта, 4 июня 1971 года, решением Государственной комиссии основной экипаж был отстранён от полёта из-за обнаруженного у Валерия Кубасова затемнения в легких (позже выяснилась, что это лёгкая форма аллергии на цветение одного из растений на местности), и в полёт был отправлен дублирующий экипаж (Георгий Добровольский, Владислав Волков, Виктор Пацаев), который погиб 30 июня при возвращении на Землю.

«Помню, Петя Колодин пришёл ко мне в гостиницу крепко навеселе и плакал, повторяя: „Я уже никогда не полечу… Слава, я уже никогда не полечу…“ Так и случилось: военный инженер-ракетчик Петр Колодин в космос так и не полетел».
— 
- С 16 июня по 9 июля 1971 года проходил подготовку по программе полёта второй экспедиции на «Салют-1» в качестве инженера-исследователя основного экипажа, вместе с Алексеем Леоновым и Николаем Рукавишниковым. Старт намечался на 20 июля 1971 года, однако подготовка экипажа была прекращена после принятия решения о прекращении полетов на орбитальную из-за гибели экипажа «Союза-11» и принятого решения о необходимости модификации трёхместного транспортного корабля в двухместный вариант со скафандрами.
- В 1971—1975 годах проходил подготовку к полетам на орбитальной станции в составе группы.
- С сентября 1975 по 20 сентября 1977 года проходил подготовку по программе первой экспедиции посещения станции «Салют-6» в качестве бортинженера первого экипажа, вместе с Владимиром Джанибековым. В ходе подготовки отрабатывал действия в открытом космосе. В октябре 1977 года, после неудачного полета «Союза-25», был заменён Олегом Макаровым после решения об обязательном включении в экипажи летавших космонавтов.
- 30 марта 1976 года был назначен космонавтом группы орбитальных кораблей и станций.
- 25 января 1982 года был назначен космонавтом-исследователем группы космонавтов-исследователей.
- 20 апреля 1983 года приказом Главкома ВВС был отчислен из отряда космонавтов.

### Последующая деятельность
- С 20 апреля 1983 года — сменный руководитель, с 8 января 1985 года — сменный руководитель, ведущий инженер группы управления отряда космонавтов ЦПК.
- С 1 октября 1986 года — руководитель полётами, ведущий инженер 5-й группы отряда космонавтов.
- 11 ноября 1986 года уволен в запас по возрасту.
- С ноября 1986 года работал ведущим инженером пресс-группы Центра управления полётами.

## Воинские звания
- 12 июня 1952 года — лейтенант.
- 31 мая 1956 года — старший лейтенант.
- 3 августа 1959 года — старший инженер-лейтенант.
- 11 августа 1959 года — инженер-капитан.
- 26 июля 1963 года — инженер-майор.
- 25 мая 1966 года — инженер-подполковник.
- 3 декабря 1971 года — подполковник-инженер.
- 27 марта 1980 года — полковник-инженер.
- С 11 ноября 1986 года — полковник-инженер запаса.

## Классность и достижения
- Специалист 1-го класса.
- 1-й разряд по классической борьбе, 2-й разряд по лёгкой атлетике.

## Государственные награды
- Орден Красной Звезды
- 10 юбилейных медалей

## Семья
Отец — Иван Михайлович Колодин (1900—1975), колхозник

Мать — Галина Андреевна Колодина (1903—1977), колхозница

Брат — Михаил Иванович Колодин (1926—2007), работал в Министерстве строительства РСФСР

Брат — Владимир Иванович Колодин (1928 г.р.), юрисконсульт

Сестра — Надежда Ивановна Колодина (1933 г.р.), строитель

Сестра — Евгения Ивановна Алейникова (Колодина) (1936 г.р.), работник ОТК завода

Брат — Андрей Иванович Колодин (1938—1979), капитан 1- ранга, командир атомной подводной лодки «К-530»

Брат — Иван Иванович Колодин (1940 г.р.), мастер на заводе

Брат — Леонид Иванович Колодин (1942 г.р.), рабочий

Сестра — Нина Ивановна Колодина (1950—2012), медсестра-рентгенолог

Жена — Галина Павловна Колодина (Камынкина) (1937—2021), хирург-косметолог

Сын — Владислав Петрович Колодин (1973 г.р.), работает в торговле